# Destacamento Brandenstein

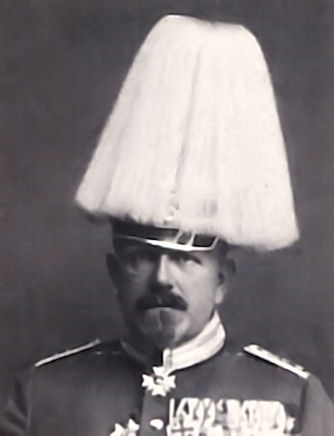
Barão alemão Otto Brandenstein

Destacamento Brandenstein foi uma unidade comandada pelo barão alemão Otto von Brandenstein. A unidade de 3.000 homens lutou na Guerra Civil Finlandesa ao desembarcar em Loviisa em 7 de abril de 1918. Sua missão era cortar as conexões férreas dos Vermelhos pelo leste, então cortando a ferrovia entre Helsinque e Viipuri.
Mais tarde a unidade foi incorporada à Divisão do Mar Báltico.